# Lobothyreus
Lobothyreus is een geslacht van wantsen uit de familie van de Scutelleridae (Pantserwantsen). Het geslacht werd voor het eerst wetenschappelijk beschreven door Gustav Mayr in 1864.

## Soorten
Het genus bevat de volgende soorten:

- Lobothyreus breviceps Breddin, 1904
- Lobothyreus illex Bergroth, 1891
- Lobothyreus lobatus (Westwood, 1837)